# Regione di Vilnius

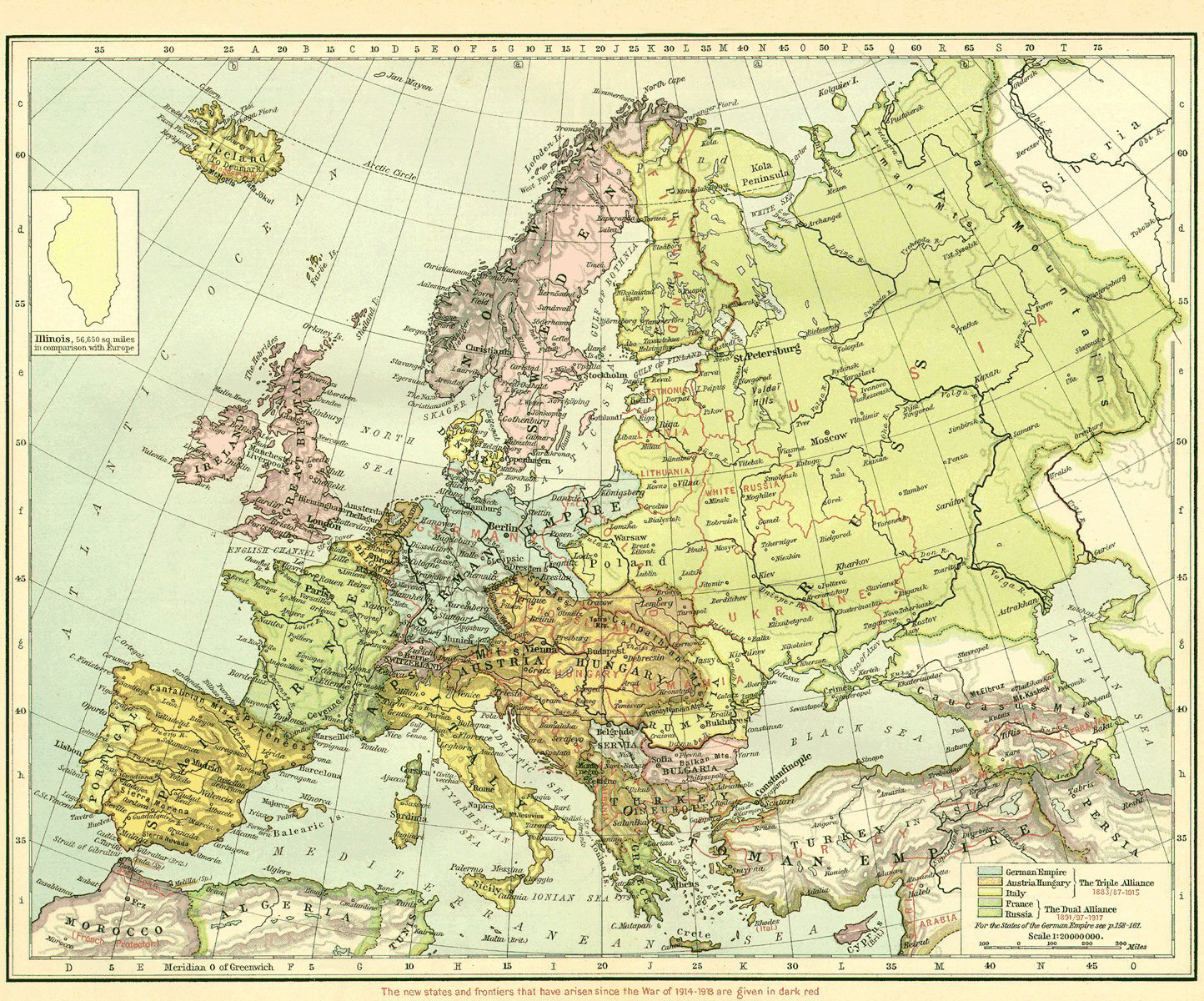
Cartina politica che mostra i confini come modificati nel 1918

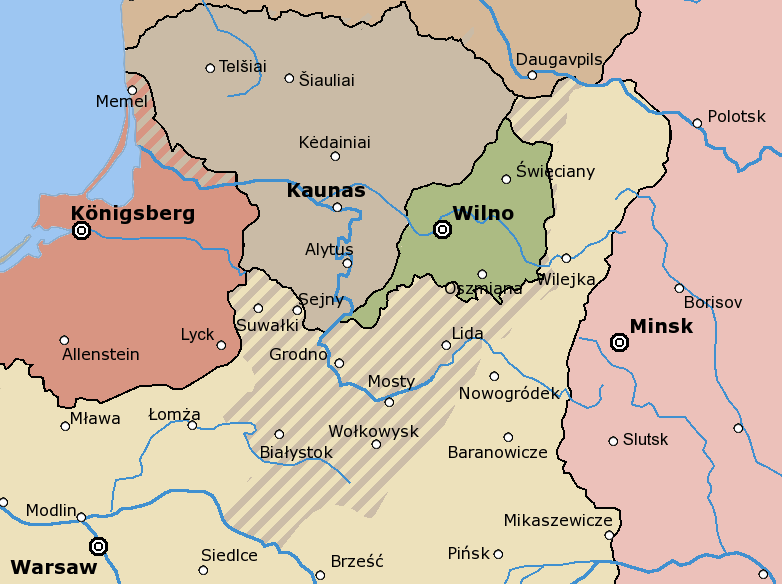
Lituania centrale (in verde), in seguito annessa dalla Seconda Repubblica di Polonia. Il territorio tratteggiato indica la regione rivendicata dai lituani all'epoca

Con regione di Vilnius (in lituano Vilniaus kraštas; in polacco Wileńszczyzna; in bielorusso Віленшчына?), precedentemente nota come regione di Wilno o regione di Vilna, si indica il territorio nell'attuale Lituania e Bielorussia originariamente abitato da popolazioni di etnia baltica (cosiddetta Lituania propria). Col passare dei secoli, la regione subì influenze culturali slave e polacche.
Centro pulsante del luogo era (ed è) Vilnius, capitale storica del Granducato di Lituania. La Lituania, dopo aver dichiarato l'indipendenza dall'Impero russo, rivendicò la regione di Vilnius sulla base di questo retaggio storico. La Polonia sosteneva invece il diritto all'autodeterminazione dei polacchi locali, che costituivano la maggioranza etnica al termine della prima guerra mondiale. Nel periodo interbellico nacque un aspro contenzioso tra i due Paesi. L'Unione Sovietica riconobbe l'area come territorio lituano nel trattato di Mosca del 1920, ma nel medesimo anno la città fu conquistata dalla Polonia e divenne parte dello stato fantoccio di breve durata noto come Lituania centrale: successivamente, si procedette all'incorporazione alla Seconda Repubblica Polacca.
Le schermaglie militari che causarono questi ultimi episodi (guerra polacco-lituana e ammutinamento di Żeligowski) furono seguiti da infruttuosi negoziati sollecitati dalla Società delle Nazioni. Dopo l'invasione sovietica della Polonia nel 1939, come previsto dal patto Molotov-Ribbentrop, l'intera regione passò in mano ai russi. Circa 1/5 della regione, inclusa Vilnius, fu ceduto alla RSS Lituana da Mosca il 10 ottobre 1939 in cambio dell'autorizzazione dei sovietici a realizzare nel Paese baltico delle basi militari. Il conflitto sulla regione di Vilnius si risolse dopo la seconda guerra mondiale, quando sia la Polonia che la Lituania passarono sotto il dominio sovietico nel blocco orientale e alcuni polacchi furono coattivamente rimpatriati in patria. Sempre nello stesso periodo, i sovietici cedettero altri chilometri della regione perlopiù alla Lituania (la restante fetta fu lasciata alla RSS Bielorussa), situazione confermata quando la Lituania riacquisì l'indipendenza nel 1990.

## Localizzazione geografica

Regione di Vilnius orientale (in marrone) e occidentale (in arancione). Il confine attuale è quello in nero

Inizialmente la regione di Vilnius non possedeva confini precisi di per sé, ma comprendeva le aree circostanti vicino a Vilnius oltre alla città. Questo territorio rimase conteso tra la Lituania e la Polonia nel 1918, dopo che entrambi i Paesi avevano riacquisito la propria indipendenza. Più tardi, il limite occidentale della regione divenne una linea di demarcazione assolutamente nebulosa a seguito dell'azione militare polacca operata negli ultimi mesi del 1920. La Lituania si rifiutò di accettare il nuovo confine così come originato dagli eventi bellici. Il limite orientale della Lituania fu definito dal trattato bilaterale sovietico-lituano del 1920, in cui la Russia riconobbe altresì il Paese baltico come stato indipendente. La linea orientale non fu mai trasformata in un effettivo confine tra i due Stati, rispecchiando solo le aspirazioni lituane sulla regione. Il territorio rivendicato copriva poco meno di 30000 km² di superficie.
La situazione più critica nacque al momento della costituzione della Lituania centrale, lo stato fantoccio proclamato da Lucjan Żeligowski dopo il suo ammutinamento messo in atto col consenso di Józef Piłsudski. Da questo evento ne scaturirono, dopo 18 mesi di protezione militare più o meno occulta dell'esercito polacco, l'annessione il 24 marzo 1922 e la creazione del Voivodato di Wilno nel 1926.
Oggi il limite orientale della regione si trova tra il confine lituano e bielorusso. Questo confine seca la regione di Vilnius in due parti, quella occidentale e quella orientale. La regione occidentale di Vilnius, compresa la capitale, è ora parte della Lituania e forma circa 1/3 dell'intera regione di Vilnius. Il 10 ottobre 1939 la Lituania ottenne dall'Unione Sovietica circa 6880 km² e, in seguito, ulteriori 2650 km² il 3 agosto 1940 (incluse Druskininkai e Švenčionys) ceduti dalla RSS Bielorussa. La regione orientale di Vilnius è diventata parte della Bielorussia. Nessun km² fa oggi parte della Polonia. Nessuno dei Paesi ha sollevato attualmente pretese territoriali.

## Contesa di Vilnius

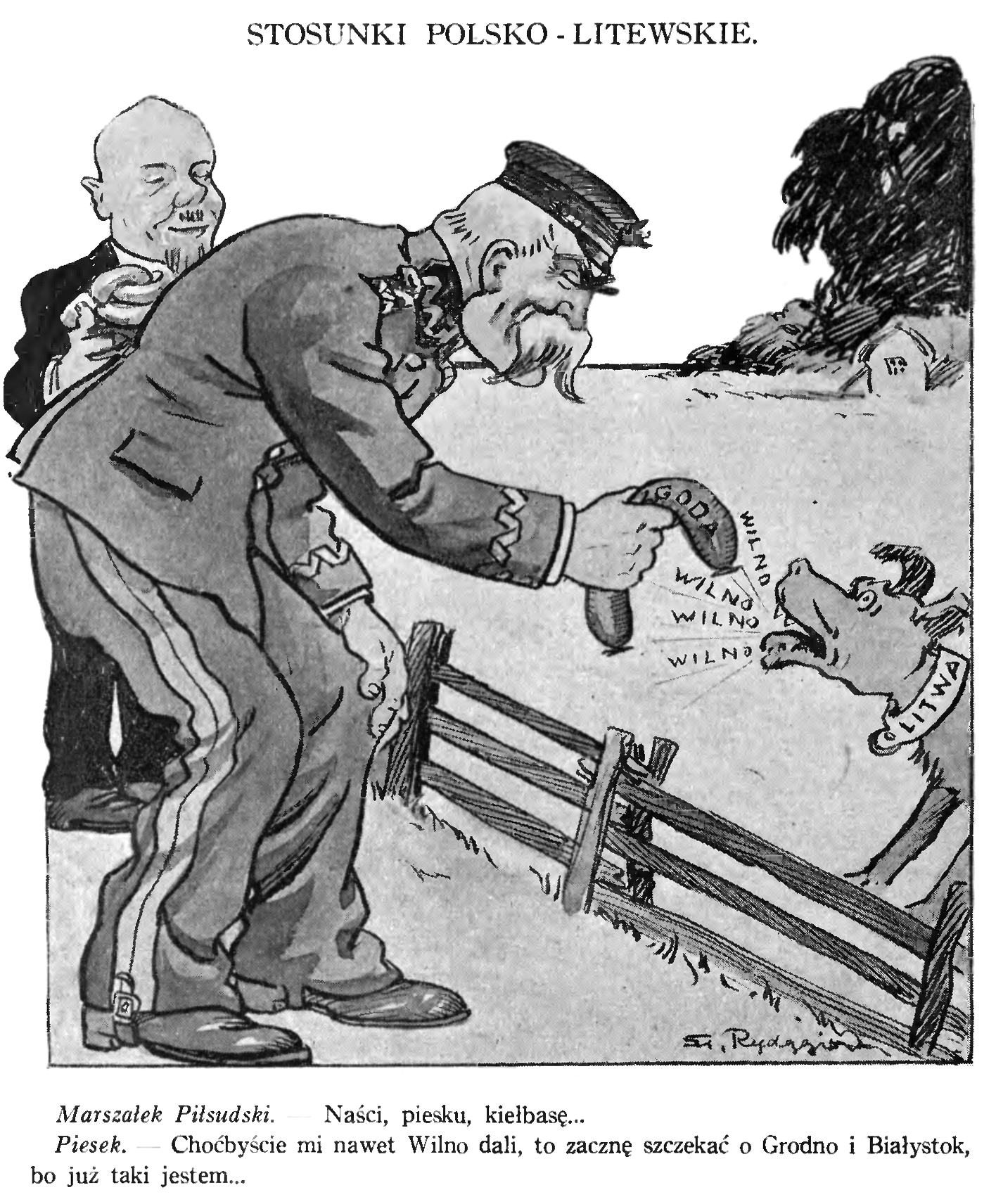
Una vignetta satirica della stampa polacca interbellica (1925-1935 circa): una caricatura del maresciallo Józef Piłsudski e della Lituania, rappresentata come un cane (come indicato dal collare) perché riluttante a scendere a compromessi sulla regione di Vilnius. Il maresciallo Piłsudski offre al cane la salsiccia etichettata come «accordo». L'animale abbaia «Wilno, wilno, wilno» e risponde (come scritto in basso in polacco: «Anche se dovessi darmi Wilno, abbaierò per Grodno e Białystok, perché questo è quello che sono» (un fanfarone)

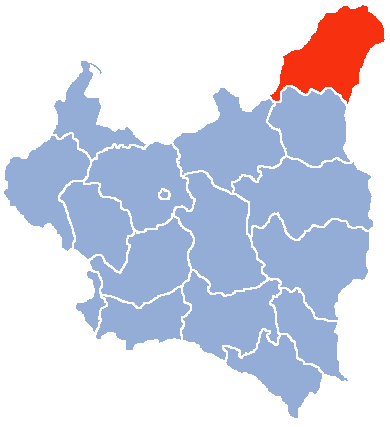
Voivodato di Wilno come costituito nella Polonia interbellica

Nel Medioevo, Vilnius e i suoi dintorni erano diventati il nucleo pulsante del primo proto-stato lituano, il Ducato di Lituania, indicato anche nella storiografia lituana come parte della Lithuania Propria, che divenne Regno di Lituania e successivamente il Granducato di Lituania.
Dopo le spartizioni della Polonia alla fine del XVIII secolo, questa fu annessa dall'Impero russo confluendo nel distretto amministrativo del Governatorato di Vilna. Durante la Grande Guerra, la Germania si affrettò a costituire il comando dell'Ober-Ost una volta espugnata la regione geografica. Con la sconfitta tedesca del 1918 e lo scoppio della guerra civile russa, l'area fu contesa dai neo-formati Stati della Lituania, della Polonia e della Bielorussia.
I polacchi rivendicarono la regione sulla base dei dati demografici che non potevano differire dalla volontà degli abitanti. I lituani (in primis il Presidente Antanas Smetona) ripresero argomenti geografici e storici e sottolinearono il ruolo di Vilnius come capitale del Granducato di Lituania. Gli attivisti più nazionalisti della Lituania ritenevano in realtà che più che di polacchi e di bielorussi si trattasse di "lituani slavizzati".
La Conferenza di Vilnius del settembre 1917, organizzata da personaggi di spicco lituani sotto approvazione tedesca, nominò un consiglio della Lituania, fautore dell'Atto d'indipendenza nazionale in cui si proclamò uno stato lituano sovrano con capitale a Vilnius. Il governo lituano, tuttavia, non riuscì a reclutare soldati tra gli abitanti della zona di Vilnius e non fu in grado di allestire una difesa adeguata della regione contro i bolscevichi. Durante i mesi di novembre e dicembre 1918, vennero create formazioni di autodifesa polacche a Vilnius e in molte località circostanti. Sono stati ufficialmente arruolati nell'esercito polacco entro la fine dell'anno. Il Taryba lituano lasciò Vilnius assieme al presidio tedesco il 1º gennaio 1919, quando si verificarono i primi combattimenti tra le forze bolsceviche in avvicinamento e le truppe polacche a est della città.
Dopo lo scoppio della guerra polacco-sovietica, durante l'offensiva estiva dell'Armata Rossa, la regione passò sotto il controllo sovietico come parte della pianificata Repubblica Socialista Sovietica Lituano-Bielorussa (Litbel). In cambio del supporto militare dopo la guerra lituano-sovietica, le autorità bolsceviche firmarono un trattato di pace con la Lituania il 12 luglio 1920 a Mosca. Secondo il documento, tutte le aree contese tra Polonia e Lituania, all'epoca controllate dai bolscevichi, spettavano Lituania. Tuttavia, il controllo effettivo sull'area rimase nelle mani ai russi. Dopo la battaglia di Varsavia del 1920, l'avanzata dell'armata polacca verso est riprese e presto i soldati giunsero alle porte della Lituania. Vista la situazione delicata, le autorità bolsceviche desistettero dal proposito di instaurare nuovamente una Repubblica Sovietica e trasferirono il comando dell'area ai baltici. I biancorossi riuscirono a riconquistare gran parte della regione contesa, mentre la parte più importante di essa, ovvero il circondario di Vilnius e la città stessa, fu assicurata dalle truppe della Lituania.
A causa delle tensioni diplomatiche tra le due potenze, gli Alleati negarono le pretese presentate della Lituania fino al 1922. Poiché i due Stati non erano formalmente in guerra, iniziarono i negoziati diplomatici. Nonostante la mediazione internazionale, non si raggiunse nessun risultato e fino al 1920 il territorio conteso rimase diviso in una parte lituana e una polacca.
Negli anni '20, la Società delle Nazioni tentò due volte di dirigere le trattative, sebbene nessuna delle due parti fosse intenzionata a parteciparvi. Dopo il finto Ammutinamento di Żeligowski, i polacchi assunsero il controllo della zona e organizzarono elezioni, boicottate dalla maggior parte dei lituani come consigliato anche dal governo situato a Kaunas, ma anche da molti ebrei e bielorussi, a causa della forte presenza dei militari polacchi.
Il governo polacco mai riconobbe il trattato russo-lituano del 12 luglio 1920, che riconosceva la sovranità di quest'ultimo Paese sui territori sottratti alla Polonia dall'Armata Rossa durante la guerra polacco-sovietica e poi promessi alla Lituania; già qualche anno prima i sovietici erano stati costretti a rinunciare a qualsiasi rivendicazione sui territori baltici nel Trattato di Brest-Litovsk. A loro volta, le autorità lituane non riconobbero il confine polacco-lituano tra il 1918 e il 1920 come permanente né accettarono la sovranità della Lituania centrale.
L'area concessa alla Lituania dai bolscevichi nel 1920 continuò ad essere rivendicata dalla Lituania, con la città di Vilnius ritenuta capitale ufficiale dello stato e quella temporanea posta invece a Kaunas. Fino all'ultimatum polacco del 1938 le due nazioni rimasero in rapporti diplomatici assai tesi.
Alcuni storici hanno ipotizzato che la perdita di Vilnius ha comunque permesso di salvaguardare l'esistenza stessa dello Stato lituano nel periodo interbellico. Nonostante l'alleanza con i sovietici e la guerra con la Polonia, la Lituania fu infatti molto vicina ad essere convertita con la forza in una repubblica socialista dai sovietici nell'estate del 1920. Si crede che fu solo la vittoria biancorossa contro i sovietici a Varsavia (e il fatto che i polacchi non si opposero a una qualche forma di indipendenza lituana) che fece deragliare i piani sovietici e permise alla Lituania di rimanere uno Stato sovrano per circa un ventennio.
Nel 1939, i sovietici proposero di stipulare un trattato di assistenza reciproca. Secondo quest'intesa, circa 1/5 della regione di Vilnius, compresa la stessa città, sarebbe stato restituito alla Lituania in cambio della collocazione di 20.000 truppe sovietiche nel Paese baltico. Inizialmente i lituani si dimostrarono reticenti, ma in seguito l'URSS dichiarò che le truppe sarebbero giunte a prescindere in Lituania: per questo motivo, la Lituania dovette accettare l'accordo. Quanto promesso della regione di Vilnius fu ceduto in mano ai lituani.
All'Unione Sovietica fu permesso di trattenere la regione di Vilnius durante la Conferenza di Yalta, la quale successivamente divenne parte della RSS Lituana. Circa 150.000 polacchi furono rimpatriati dalla RSS Lituana in Polonia.

## Popolazione

### Prima del XX secolo
La zona era originariamente abitata da Balti lituani. Fu soggetta ad influenze culturali degli slavi orientali e dei polacchi che portarono ad una graduale rutenizzazione e polonizzazione. Secondo lo storico Norman Davies, Vilnius era culturalmente polacca dal XVII secolo. La componente bielorussa tra XVIII e XIX secolo continuò ad essere una minoranza costante. Queste comunità si trasferirono anche per via della devastazione dovuta alle guerre del XVII-XVIII secolo (nelle contee settentrionali di Ašmjany, Trakai, Švenčionys e Vilnius). Secondo il censimento russo del 1897 (particolarmente attento alla situazione linguistica, ma non alle componenti etniche) il Governatorato di Vilna contava numerosi cittadini di lingua bielorussa (56,05%), mentre i locutori polacchi rappresentavano solo l'8,17% della popolazione. I russi sostenevano che i polacchi locali appartenessero principalmente alla nobiltà e all'alta borghesia e che i contadini della regione non potevano essere polacchi.

### Censimento del 1897

Lingue parlate. In verde, aree linguistiche a maggioranza bielorussa; in giallo, a maggioranza lituana. Nota: maggioranza relativa nell'uyezd di Vilnius. Locutori bielorussi: (25,8 % inclusa la città di Vilnius; 41,85% esclusa Vilnius); lituani: (20,93 % inclusa Vilnius; 34,92% esclusa Vilnius)[25][26]
Locutori bielorussi
Locutori lituani
Ebrei lituani, locutori di dialetti locali o di lingua yiddish
Locutori polacchi
Locutori russi

### XX secolo
I successivi censimenti tedeschi (1916) e polacchi (1919) mostrarono che Vilnius e i suoi dintorni erano popolati soprattutto da polacchi. Vilnius in quegli anni era ripartita in maniera pressoché similare tra polacchi ed ebrei, con i lituani che costituivano una ristretta minoranza (circa il 2-2,6%) della popolazione totale. Questi censimenti furono aspramente criticati dai lituani contemporanei per la faziosità oltre che per la sommarietà e l'assoluta ambiguità nella raccolta dei dati. Alla fine della prima guerra mondiale, il 50% degli abitanti di Vilnius era polacco e il 43% era ebreo. Secondo Endre Bojtar, che cita a sua volta P. Gaučas, i villaggi circostanti erano principalmente abitati da bielorussi che si consideravano polacchi. C'era anche un consistente gruppo di persone che si ritenevano ora di una, ora di un'altra etnia a seconda delle circostanze politiche. Secondo il censimento del 1916 condotto dalle autorità tedesche, i lituani costituivano il 18,5% della popolazione. Tuttavia, durante questo censimento quella che si riteneva essere la regione di Vilnius assunse contorni molto più ampi, giungendo a detta dei teutonici a includere la città di Białystok e a lambire Brest-Litovsk. Proprio per via di quest'assimilazione geografica di ulteriori regioni polacche, la percentuale della popolazione lituana risultava ulteriormente edulcorata. I censimenti polacchi postbellici della componente lituana del 1921 e del 1931 la attestavano attorno al 5%, con gruppi molto più consistenti localizzati a sud-ovest, a sud (Dieveniškės), ad est (Gervėčiai) di Vilnius e al nord di Švenčionys. I polacchi raggiungevano circa il 60% del totale stando a questi ultimi tre censimenti. Il governo lituano affermò che la maggior parte dei polacchi locali erano in realtà lituani polonizzati. Oggi il dialetto Po prostu è l'idioma parlato dai polacchi nel Comune distrettuale di Šalčininkai e in alcuni territori del Comune distrettuale di Vilnius; i locutori si considerano polacchi e credono che il loro dialetto abbia strettissimi legami con il polacco. La popolazione, compresa la "gente del posto" (i bielorussi Tutejshy) che vive in altre parti della regione di Vilnius occupate dall'Unione Sovietica e cedute alla Bielorussia, vede ancora una forte influenza dell'identità polacca.
In seguito all'Olocausto, al trasferimento forzato dei polacchi e alle migrazioni verso l'Occidente, i lituani sono diventati la maggioranza etnica indiscussa nella regione di Vilnius. La quota di lituani nella città di Vilnius è cresciuta dal 2% nella prima metà del XX secolo al 42,5% nel 1970, per poi raggiungere il 57,8% nel 2001 (mentre la popolazione totale della città è cresciuta più volte) e il 63,2% nel 2011. I polacchi sono ancora concentrati nell'area intorno a Vilnius: essi costituivano il 63,6% della popolazione nel Comune distrettuale di Vilnius e ben l'82,4% della popolazione nel Comune distrettuale di Šalčininkai nel 1989. Le cifre sono cambiate giungendo al 52,07% della popolazione nell'areale di Vilnius e il 77,75% nell'areale di Šalčininkai nel 2011.

### Evoluzione etnografica
Di seguito una galleria di mappe che mostra la modificazione etnica della regione di Vilnius:

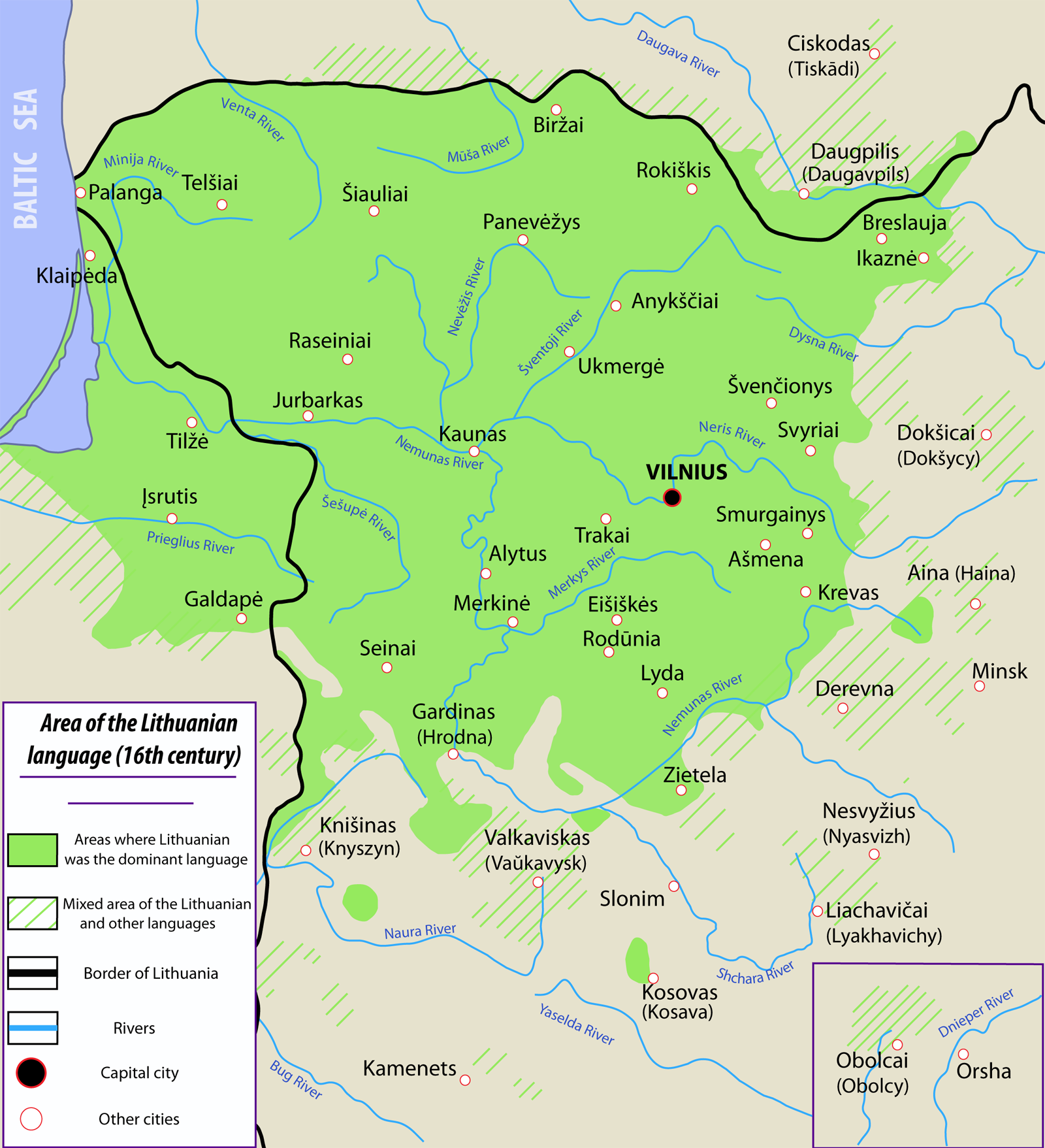
Lingua lituana nel XVI secolo
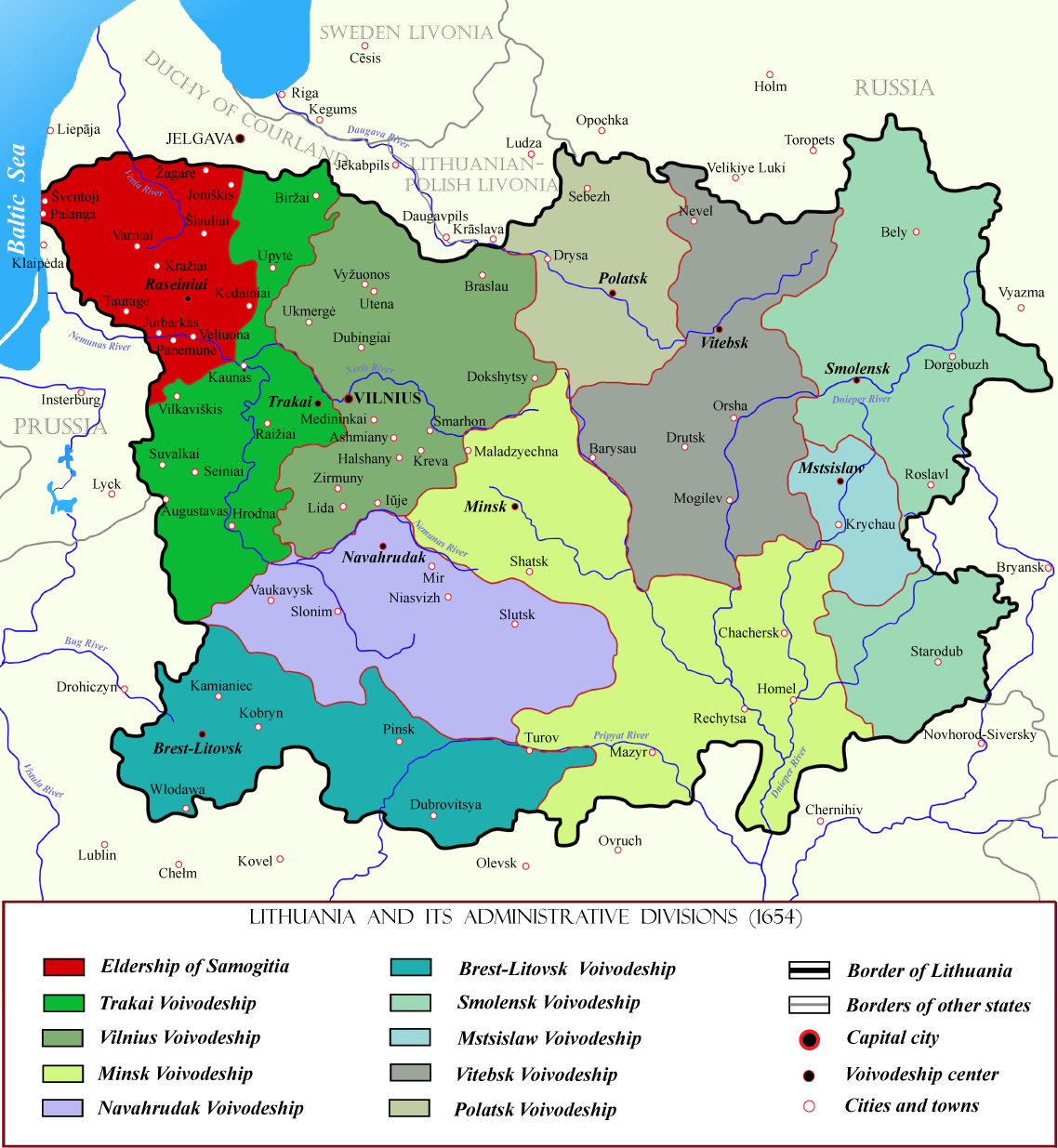
La Lituania nel XVII secolo
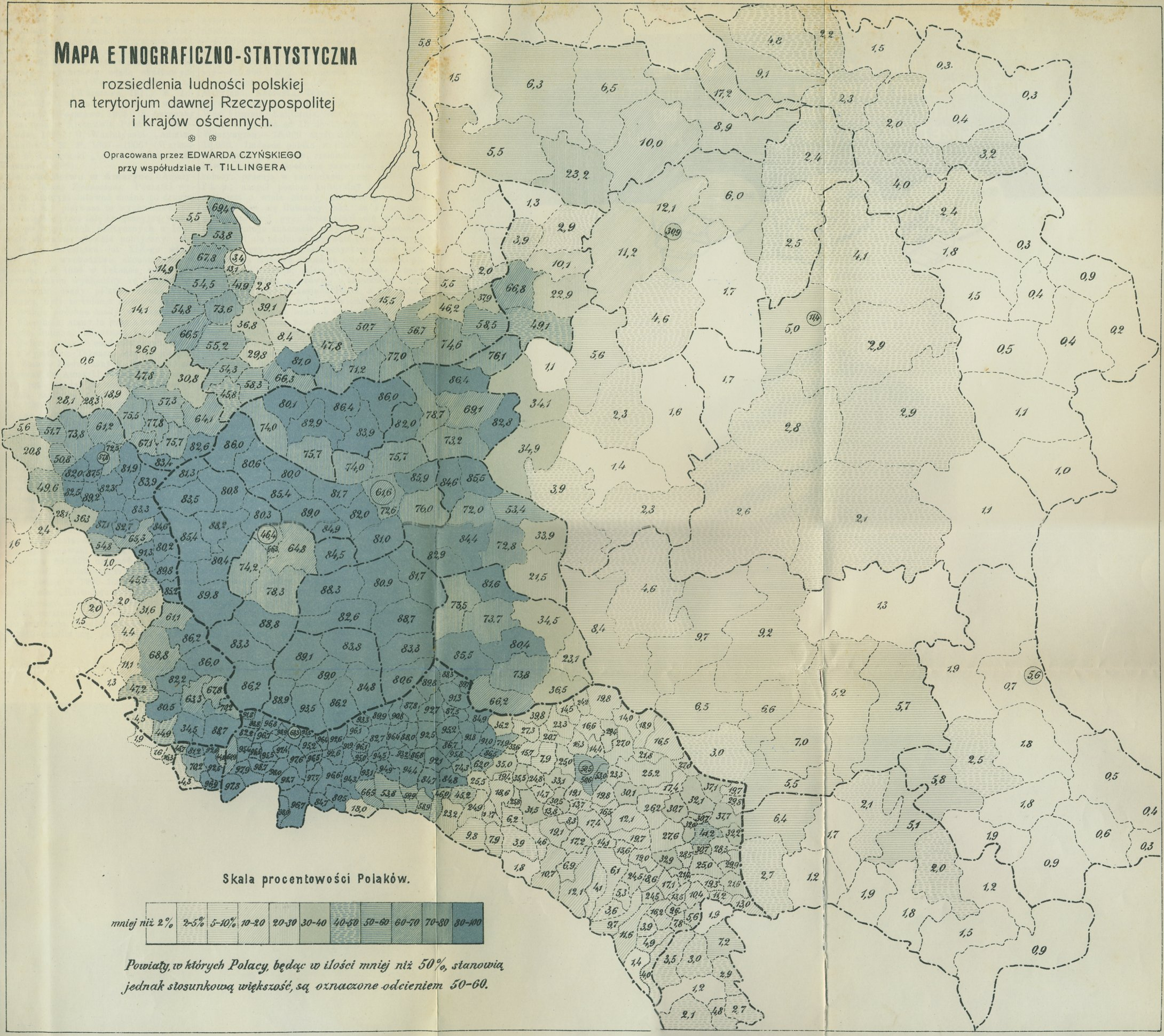
Mappa etnografica polacca del 1912 che mostra la distribuzione della popolazione polacca sul territorio della vecchia Confederazione polacco-lituana, secondo il censimento prima della guerra
Mappa etnografica polacca del 1916 che mostra la distribuzione della popolazione polacca, secondo il censimento tedesco del 1916
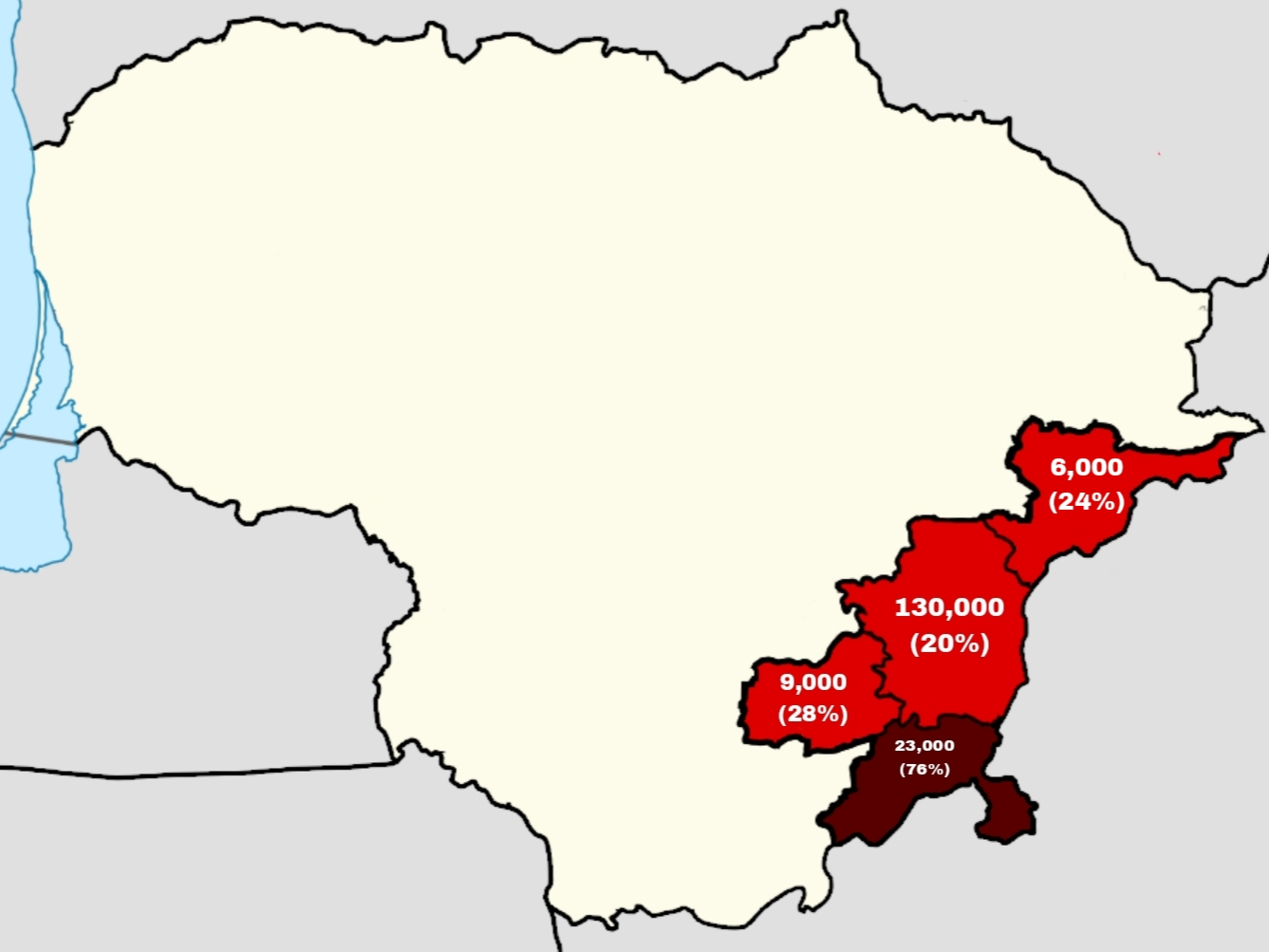
Percentuale dei polacchi nei comuni lituani (censimento del 2011)